# ألبرت بيل (لاعب كرة قدم أمريكية)
ألبرت بيل (بالإنجليزية: Albert Bell)‏ هو لاعب كرة قدم أمريكية أمريكي، ولد في 23 أبريل 1964 في برمنغهام في الولايات المتحدة.

## وصلات خارجية
- ألبرت بيل على موقع مرجع كرة القدم المحترفة.كوم (الإنجليزية)